# ويليام أدير

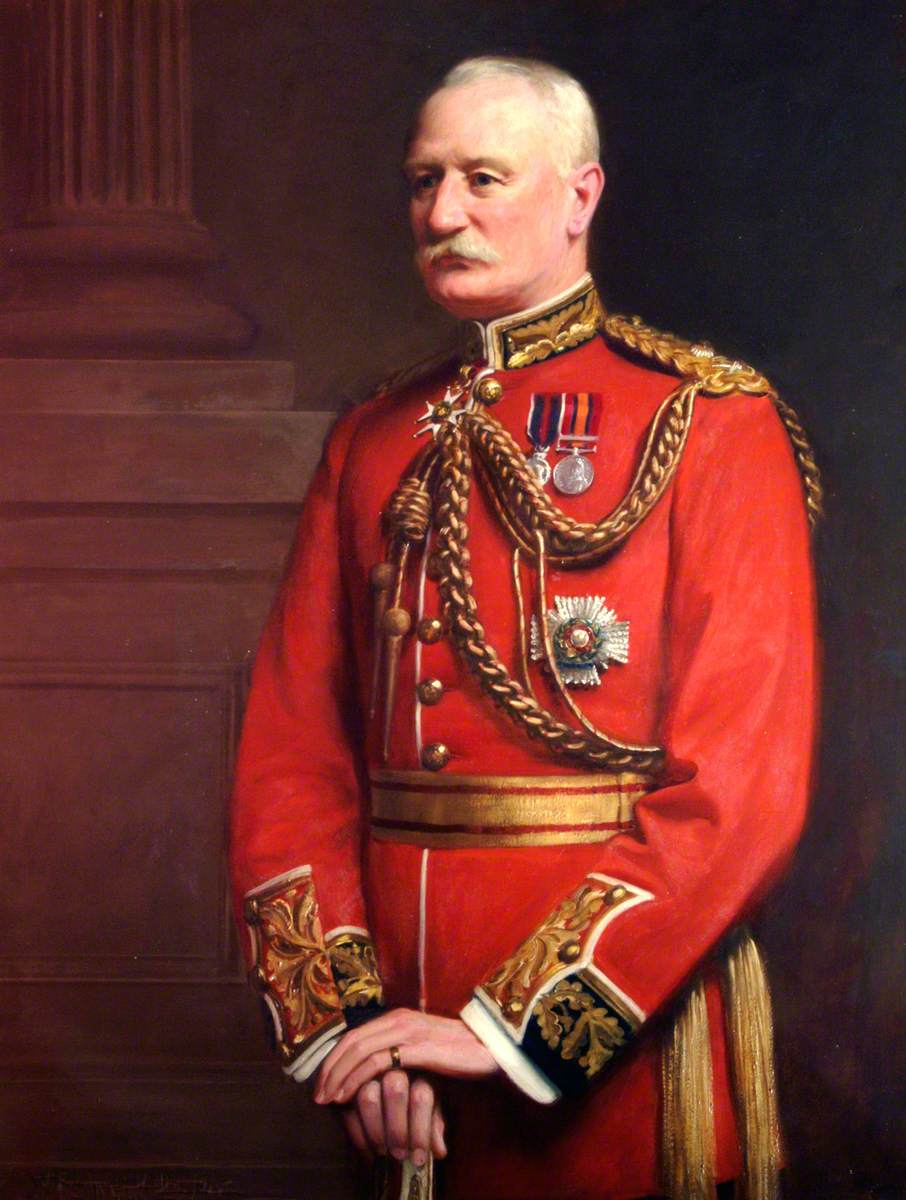
الجنرال السير ويليام طومسون أداير، نائب القائد العام المساعد (١٩٠٧-١٩١١)

ويليام أدير (بالإنجليزية: William Adair) هو عسكري جنوب أفريقي، ولد في 21 يونيو 1850، وتوفي في 29 ديسمبر 1931.